# Blessing Nsiegbe
Blessing Nsiegbe é uma política do Partido Democrático Popular do Estado de Rivers, na Nigéria. Ela é membro da Câmara dos Representantes da Nigéria pelo distrito federal de Port Harcourt II. Ela ganhou a eleição para a Câmara dos Deputados Federal em 2015, mas foi para o tribunal eleitoral. A eleição foi mantida em 2016 e ela foi declarada vencedora.